# Elatostema schroeteri
Elatostema schroeteri är en nässelväxtart som beskrevs av Perry. Elatostema schroeteri ingår i släktet Elatostema och familjen nässelväxter. Inga underarter finns listade i Catalogue of Life.